# Endonevrio
Con il termine endonevrio o endonervio ci si riferisce ad un sottile strato di tessuto connettivo che racchiude una fibra nervosa (guaina mielinica + assone del neurone).

## Caratteristiche
La sostanza fondamentale è costituita da sottili fasci di fibre tipiche del connettivo lasso che presenta anche fibre reticolari di collagene, prodotte dalle sottostanti cellule di Schwann. È in continuità con i setti che si approfondano dallo strato più intimo del perinervio. In prossimità della terminazione dell'assone della fibra nervosa l'endonervio si riduce sino a poche fibre reticolari disposte attorno alla lamina basale delle cellule di Schwann.
Localizzato principalmente nei nervi del sistema nervoso periferico, l'endonevrio è situato anche nella regione periferica della zona di transizione del nervo vestibolococleare.